# Eleições parlamentares europeias de 2019 no distrito de Setúbal
| Eleições parlamentares europeias de 2019 Distritos: Aveiro \| Beja \| Braga \| Bragança \| Castelo Branco \| Coimbra \| Évora \| Faro \| Guarda \| Leiria \| Lisboa \| Portalegre \| Porto \| Santarém \| Setúbal \| Viana do Castelo \| Vila Real \| Viseu \| Açores \| Madeira \| Estrangeiro |

## Resultados por concelho
Os resultados nos concelhos do Distrito de Setúbal foram os seguintes:

### Alcácer do Sal
| Partido                 | Partido                                         | Votos  | %               | +/-   |
| ----------------------- | ----------------------------------------------- | ------ | --------------- | ----- |
|                         | Partido Socialista                              | 1 376  | 40,13 / 100,00  | 6,47  |
|                         | Coligação Democrática Unitária                  | 1 031  | 30,07 / 100,00  | 11,17 |
|                         | Bloco de Esquerda                               | 245    | 7,14 / 100,00   | 3,87  |
|                         | Partido Social Democrata                        | 212    | 6,18 / 100,00   | -     |
|                         | CDS – Partido Popular                           | 99     | 2,89 / 100,00   | -     |
|                         | Partido Comunista dos Trabalhadores Portugueses | 88     | 2,57 / 100,00   | 0,33  |
|                         | Pessoas–Animais–Natureza                        | 70     | 2,04 / 100,00   | 1,23  |
|                         | Basta!                                          | 40     | 1,17 / 100,00   | 0,75  |
|                         | Outros (com menos de 1,00%)                     | 132    | 3,85 / 100,00   |       |
| Votos Inválidos         | Votos Inválidos                                 | 136    | 3,96 / 100,00   | 0,20  |
| Total                   | Total                                           | 3 429  | 100,00 / 100,00 |       |
| Eleitorado/Participação | Eleitorado/Participação                         | 10 416 | 32,92 / 100,00  | 5,89  |

| Freguesia                                        | %     | %     | %    | %    | %    | %    | %    | %    | Votantes |
| Freguesia                                        | PS    | CDU   | BE   | PSD  | CDS  | PCTP | PAN  | B!   | Votantes |
| ------------------------------------------------ | ----- | ----- | ---- | ---- | ---- | ---- | ---- | ---- | -------- |
| Comporta                                         | 44,34 | 30,50 | 4,40 | 4,09 | 2,52 | 2,20 | 2,52 | 1,57 | 318      |
| Santa Maria do Castelo e Santiago e Santa Susana | 37,63 | 28,15 | 9,04 | 7,49 | 3,41 | 2,62 | 2,26 | 0,84 | 2 256    |
| São Martinho                                     | 26,07 | 67,30 | 0,47 | 0    | 0    | 3,79 | 1,42 | 0    | 211      |
| Torrão                                           | 51,40 | 24,38 | 4,04 | 4,66 | 2,17 | 2,17 | 1,24 | 2,48 | 644      |
| Alcácer do Sal                                   | 40,13 | 30,07 | 7,14 | 6,18 | 2,89 | 2,57 | 2,04 | 1,17 | 3 429    |

### Alcochete
| Partido                 | Partido                                         | Votos  | %               | +/-   |
| ----------------------- | ----------------------------------------------- | ------ | --------------- | ----- |
|                         | Partido Socialista                              | 1 961  | 33,20 / 100,00  | 7,48  |
|                         | Coligação Democrática Unitária                  | 877    | 14,85 / 100,00  | 12,77 |
|                         | Bloco de Esquerda                               | 646    | 10,94 / 100,00  | 5,33  |
|                         | Partido Social Democrata                        | 643    | 10,89 / 100,00  | -     |
|                         | CDS – Partido Popular                           | 346    | 5,86 / 100,00   | -     |
|                         | Pessoas–Animais–Natureza                        | 340    | 5,76 / 100,00   | 3,70  |
|                         | LIVRE                                           | 148    | 2,51 / 100,00   | 1,04  |
|                         | Basta!                                          | 123    | 2,08 / 100,00   | 1,35  |
|                         | Aliança                                         | 100    | 1,69 / 100,00   | Novo  |
|                         | Nós, Cidadãos!                                  | 67     | 1,13 / 100,00   | Novo  |
|                         | Iniciativa Liberal                              | 66     | 1,12 / 100,00   | Novo  |
|                         | Partido Comunista dos Trabalhadores Portugueses | 65     | 1,10 / 100,00   | 0,98  |
|                         | Outros (com menos de 1,00%)                     | 105    | 1,78 / 100,00   |       |
| Votos Inválidos         | Votos Inválidos                                 | 419    | 7,10 / 100,00   | 1,26  |
| Total                   | Total                                           | 5 906  | 100,00 / 100,00 |       |
| Eleitorado/Participação | Eleitorado/Participação                         | 15 014 | 39,34 / 100,00  | 2,88  |

| Freguesia     | %     | %     | %     | %     | %    | %    | %    | %    | %    | %    | %    | %    | Votantes |
| Freguesia     | PS    | CDU   | BE    | PSD   | CDS  | PAN  | L    | B!   | A    | NC!  | IL   | PCTP | Votantes |
| ------------- | ----- | ----- | ----- | ----- | ---- | ---- | ---- | ---- | ---- | ---- | ---- | ---- | -------- |
| Alcochete     | 34,35 | 13,04 | 11,46 | 11,41 | 6,50 | 5,82 | 2,54 | 1,81 | 1,71 | 1,01 | 1,16 | 1,11 | 3 971    |
| Samouco       | 31,86 | 24,25 | 8,87  | 8,33  | 2,62 | 3,71 | 2,53 | 2,81 | 1,09 | 1,27 | 0,81 | 1,36 | 1 105    |
| São Francisco | 29,52 | 10,96 | 11,20 | 11,81 | 7,11 | 8,19 | 2,29 | 2,41 | 2,41 | 1,57 | 1,33 | 0,72 | 830      |
| Alcochete     | 33,20 | 14,85 | 10,94 | 10,89 | 5,86 | 5,76 | 2,51 | 2,08 | 1,69 | 1,13 | 1,12 | 1,10 | 5 906    |

### Almada
| Partido                 | Partido                        | Votos   | %               | +/-   |
| ----------------------- | ------------------------------ | ------- | --------------- | ----- |
|                         | Partido Socialista             | 19 887  | 34,97 / 100,00  | 5,63  |
|                         | Coligação Democrática Unitária | 8 499   | 14,94 / 100,00  | 10,95 |
|                         | Bloco de Esquerda              | 7 002   | 12,31 / 100,00  | 6,06  |
|                         | Partido Social Democrata       | 6 414   | 11,28 / 100,00  | -     |
|                         | Pessoas–Animais–Natureza       | 4 260   | 7,49 / 100,00   | 4,96  |
|                         | CDS – Partido Popular          | 2 316   | 4,07 / 100,00   | -     |
|                         | LIVRE                          | 1 277   | 2,25 / 100,00   | 0,68  |
|                         | Aliança                        | 1 084   | 1,91 / 100,00   | Novo  |
|                         | Basta!                         | 935     | 1,64 / 100,00   | 0,93  |
|                         | Outros (com menos de 1,00%)    | 2 446   | 4,30 / 100,00   |       |
| Votos Inválidos         | Votos Inválidos                | 2 754   | 4,84 / 100,00   | 1,75  |
| Total                   | Total                          | 56 874  | 100,00 / 100,00 |       |
| Eleitorado/Participação | Eleitorado/Participação        | 150 923 | 37,68 / 100,00  | 0,42  |

| Freguesia                                  | %     | %     | %     | %     | %    | %    | %    | %    | %    | Votantes |
| Freguesia                                  | PS    | CDU   | BE    | PSD   | PAN  | CDS  | L    | A    | B!   | Votantes |
| ------------------------------------------ | ----- | ----- | ----- | ----- | ---- | ---- | ---- | ---- | ---- | -------- |
| Almada, Cova da Piedade, Pragal e Cacilhas | 33,68 | 17,23 | 13,24 | 10,94 | 7,03 | 3,73 | 2,76 | 1,90 | 1,29 | 18 308   |
| Caparica e Trafaria                        | 39,65 | 17,06 | 10,29 | 8,99  | 6,49 | 3,28 | 1,61 | 1,49 | 1,81 | 7 198    |
| Charneca de Caparica e Sobreda             | 32,02 | 11,27 | 12,47 | 13,43 | 8,56 | 5,31 | 2,24 | 2,45 | 1,88 | 15 335   |
| Costa de Caparica                          | 33,49 | 9,66  | 11,02 | 15,64 | 9,08 | 5,75 | 2,35 | 2,18 | 1,80 | 4 174    |
| Laranjeiro e Feijó                         | 38,43 | 16,75 | 12,35 | 8,87  | 6,86 | 2,90 | 1,80 | 1,37 | 1,74 | 11 859   |
| Almada                                     | 34,97 | 14,94 | 12,31 | 11,28 | 7,49 | 4,07 | 2,25 | 1,91 | 1,64 | 56 874   |

### Barreiro
| Partido                 | Partido                                         | Votos  | %               | +/-   |
| ----------------------- | ----------------------------------------------- | ------ | --------------- | ----- |
|                         | Partido Socialista                              | 9 843  | 36,35 / 100,00  | 7,61  |
|                         | Coligação Democrática Unitária                  | 6 431  | 23,75 / 100,00  | 13,21 |
|                         | Bloco de Esquerda                               | 3 059  | 11,30 / 100,00  | 5,77  |
|                         | Partido Social Democrata                        | 2 058  | 7,60 / 100,00   | -     |
|                         | Pessoas–Animais–Natureza                        | 1 518  | 5,61 / 100,00   | 3,60  |
|                         | CDS – Partido Popular                           | 575    | 2,12 / 100,00   | -     |
|                         | LIVRE                                           | 472    | 1,74 / 100,00   | 0,33  |
|                         | Basta!                                          | 439    | 1,62 / 100,00   | 0,95  |
|                         | Aliança                                         | 341    | 1,26 / 100,00   | Novo  |
|                         | Partido Comunista dos Trabalhadores Portugueses | 294    | 1,09 / 100,00   | 0,97  |
|                         | Outros (com menos de 1,00%)                     | 742    | 2,74 / 100,00   |       |
| Votos Inválidos         | Votos Inválidos                                 | 1 303  | 4,81 / 100,00   | 0,43  |
| Total                   | Total                                           | 27 075 | 100,00 / 100,00 |       |
| Eleitorado/Participação | Eleitorado/Participação                         | 67 997 | 39,82 / 100,00  | 1,70  |

| Freguesia                                   | %     | %     | %     | %     | %    | %    | %    | %    | %    | %    | Votantes |
| Freguesia                                   | PS    | CDU   | BE    | PSD   | PAN  | CDS  | L    | B!   | A    | PCTP | Votantes |
| ------------------------------------------- | ----- | ----- | ----- | ----- | ---- | ---- | ---- | ---- | ---- | ---- | -------- |
| Alto do Seixalinho, Santo André e Verderena | 37,94 | 24,28 | 10,92 | 6,36  | 5,56 | 2,04 | 1,84 | 1,41 | 1,25 | 1,19 | 14 271   |
| Barreiro e Lavradio                         | 34,29 | 24,44 | 12,03 | 8,59  | 5,60 | 2,14 | 1,55 | 1,85 | 1,31 | 0,90 | 7 766    |
| Palhais e Coina                             | 30,75 | 26,74 | 10,61 | 8,24  | 6,09 | 2,01 | 2,08 | 1,86 | 1,22 | 1,22 | 1 395    |
| Santo António da Charneca                   | 36,67 | 19,08 | 11,50 | 10,10 | 5,63 | 2,47 | 1,65 | 1,87 | 1,21 | 1,02 | 3 643    |
| Barreiro                                    | 36,35 | 23,75 | 11,30 | 7,60  | 5,61 | 2,12 | 1,74 | 1,62 | 1,26 | 1,09 | 27 075   |

### Grândola
| Partido                 | Partido                                         | Votos  | %               | +/-   |
| ----------------------- | ----------------------------------------------- | ------ | --------------- | ----- |
|                         | Partido Socialista                              | 1 272  | 33,51 / 100,00  | 3,01  |
|                         | Coligação Democrática Unitária                  | 1 028  | 27,08 / 100,00  | 11,08 |
|                         | Partido Social Democrata                        | 408    | 10,75 / 100,00  | -     |
|                         | Bloco de Esquerda                               | 316    | 8,32 / 100,00   | 4,85  |
|                         | Pessoas–Animais–Natureza                        | 145    | 3,82 / 100,00   | 2,75  |
|                         | CDS – Partido Popular                           | 121    | 3,19 / 100,00   | -     |
|                         | Partido Comunista dos Trabalhadores Portugueses | 85     | 2,24 / 100,00   | 0,67  |
|                         | Aliança                                         | 50     | 1,32 / 100,00   | Novo  |
|                         | Basta!                                          | 47     | 1,24 / 100,00   | 0,77  |
|                         | Outros (com menos de 1,00%)                     | 129    | 3,40 / 100,00   |       |
| Votos Inválidos         | Votos Inválidos                                 | 195    | 5,13 / 100,00   | 0,52  |
| Total                   | Total                                           | 3 796  | 100,00 / 100,00 |       |
| Eleitorado/Participação | Eleitorado/Participação                         | 11 988 | 31,66 / 100,00  | 7,39  |

| Freguesia                                  | %     | %     | %     | %    | %    | %    | %    | %    | %    | Votantes |
| Freguesia                                  | PS    | CDU   | PSD   | BE   | PAN  | CDS  | PCTP | A    | B!   | Votantes |
| ------------------------------------------ | ----- | ----- | ----- | ---- | ---- | ---- | ---- | ---- | ---- | -------- |
| Azinheira dos Barros e São Mamede do Sádão | 48,79 | 23,67 | 2,90  | 5,31 | 4,35 | 1,93 | 5,31 | 0,97 | 0,48 | 207      |
| Carvalhal                                  | 31,42 | 21,62 | 10,47 | 9,80 | 5,41 | 3,04 | 1,69 | 4,73 | 0    | 296      |
| Grândola e Santa Margarida da Serra        | 31,63 | 29,76 | 10,45 | 8,78 | 3,79 | 3,15 | 2,20 | 0,96 | 1,31 | 2 823    |
| Melides                                    | 39,36 | 15,96 | 16,17 | 5,96 | 2,77 | 4,04 | 1,49 | 1,49 | 1,91 | 470      |
| Grândola                                   | 33,51 | 27,08 | 10,75 | 8,32 | 3,82 | 3,19 | 2,24 | 1,32 | 1,24 | 3 796    |

### Moita
| Partido                 | Partido                                         | Votos  | %               | +/-   |
| ----------------------- | ----------------------------------------------- | ------ | --------------- | ----- |
|                         | Partido Socialista                              | 6 587  | 34,01 / 100,00  | 8,06  |
|                         | Coligação Democrática Unitária                  | 5 003  | 25,83 / 100,00  | 13,68 |
|                         | Bloco de Esquerda                               | 2 285  | 11,80 / 100,00  | 4,99  |
|                         | Partido Social Democrata                        | 1 252  | 6,46 / 100,00   | -     |
|                         | Pessoas–Animais–Natureza                        | 1 029  | 5,31 / 100,00   | 3,27  |
|                         | CDS – Partido Popular                           | 484    | 2,50 / 100,00   | -     |
|                         | Basta!                                          | 372    | 1,95 / 100,00   | 1,28  |
|                         | Partido Comunista dos Trabalhadores Portugueses | 308    | 1,59 / 100,00   | 1,07  |
|                         | LIVRE                                           | 264    | 1,36 / 100,00   | 0,47  |
|                         | Aliança                                         | 210    | 1,08 / 100,00   | Novo  |
|                         | Outros (com menos de 1,00%)                     | 601    | 3,11 / 100,00   |       |
| Votos Inválidos         | Votos Inválidos                                 | 972    | 5,02 / 100,00   | 0,24  |
| Total                   | Total                                           | 19 367 | 100,00 / 100,00 |       |
| Eleitorado/Participação | Eleitorado/Participação                         | 57 530 | 33,66 / 100,00  | 1,42  |

| Freguesia                            | %     | %     | %     | %    | %    | %    | %    | %    | %    | %    | Votantes |
| Freguesia                            | PS    | CDU   | BE    | PSD  | PAN  | CDS  | B!   | PCTP | L    | A    | Votantes |
| ------------------------------------ | ----- | ----- | ----- | ---- | ---- | ---- | ---- | ---- | ---- | ---- | -------- |
| Alhos Vedros                         | 31,72 | 23,71 | 14,63 | 5,84 | 6,66 | 2,59 | 1,77 | 1,71 | 1,38 | 1,17 | 4 792    |
| Baixa da Banheira e Vale da Amoreira | 36,21 | 27,43 | 10,49 | 6,28 | 4,88 | 1,95 | 1,93 | 1,57 | 1,26 | 0,96 | 8 407    |
| Gaio-Rosário e Sarilhos Pequenos     | 34,47 | 36,47 | 7,41  | 4,00 | 3,18 | 2,24 | 2,00 | 1,65 | 0,94 | 0,94 | 850      |
| Moita                                | 32,53 | 23,52 | 12,02 | 7,71 | 5,13 | 3,33 | 2,03 | 1,50 | 1,58 | 1,22 | 5 318    |
| Moita                                | 34,01 | 25,83 | 11,80 | 6,46 | 5,31 | 2,50 | 1,92 | 1,59 | 1,36 | 1,08 | 19 367   |

### Montijo
| Partido                 | Partido                        | Votos  | %               | +/-   |
| ----------------------- | ------------------------------ | ------ | --------------- | ----- |
|                         | Partido Socialista             | 5 246  | 38,06 / 100,00  | 7,65  |
|                         | Partido Social Democrata       | 1 682  | 12,20 / 100,00  | -     |
|                         | Bloco de Esquerda              | 1 530  | 11,10 / 100,00  | 5,18  |
|                         | Coligação Democrática Unitária | 1 384  | 10,04 / 100,00  | 12,35 |
|                         | Pessoas–Animais–Natureza       | 864    | 6,27 / 100,00   | 3,99  |
|                         | CDS – Partido Popular          | 707    | 5,13 / 100,00   | -     |
|                         | Basta!                         | 338    | 2,45 / 100,00   | 1,60  |
|                         | Aliança                        | 289    | 2,10 / 100,00   | Novo  |
|                         | LIVRE                          | 243    | 1,76 / 100,00   | 0,55  |
|                         | Nós, Cidadãos!                 | 169    | 1,23 / 100,00   | Novo  |
|                         | Outros (com menos de 1,00%)    | 519    | 3,77 / 100,00   |       |
| Votos Inválidos         | Votos Inválidos                | 814    | 5,90 / 100,00   | 0,83  |
| Total                   | Total                          | 13 785 | 100,00 / 100,00 |       |
| Eleitorado/Participação | Eleitorado/Participação        | 43 281 | 31,85 / 100,00  | 1,10  |

| Freguesia                         | %     | %     | %     | %     | %    | %    | %    | %    | %    | %    | Votantes |
| Freguesia                         | PS    | PSD   | BE    | CDU   | PAN  | CDS  | B!   | A    | L    | NC!  | Votantes |
| --------------------------------- | ----- | ----- | ----- | ----- | ---- | ---- | ---- | ---- | ---- | ---- | -------- |
| Atalaia e Alto Estanqueiro-Jardia | 44,25 | 9,65  | 9,73  | 10,02 | 6,24 | 4,90 | 1,56 | 2,00 | 1,19 | 1,19 | 1 347    |
| Canha                             | 46,47 | 15,88 | 5,88  | 11,47 | 1,18 | 7,65 | 0,29 | 0,88 | 0,88 | 0,59 | 340      |
| Montijo e Afonsoeiro              | 37,14 | 12,21 | 11,71 | 9,42  | 6,81 | 4,98 | 2,62 | 2,27 | 2,01 | 1,28 | 10 475   |
| Pegões                            | 36,09 | 18,04 | 9,91  | 9,02  | 2,03 | 7,62 | 2,16 | 1,27 | 0,89 | 0,64 | 787      |
| Sarilhos Grandes                  | 38,04 | 9,21  | 8,85  | 18,18 | 5,62 | 3,95 | 2,99 | 1,32 | 0,72 | 1,44 | 836      |
| Montijo                           | 38,06 | 12,20 | 11,10 | 10,04 | 6,27 | 5,13 | 2,45 | 2,10 | 1,76 | 1,23 | 13 785   |

### Palmela
| Partido                 | Partido                                         | Votos  | %               | +/-   |
| ----------------------- | ----------------------------------------------- | ------ | --------------- | ----- |
|                         | Partido Socialista                              | 5 952  | 32,57 / 100,00  | 5,08  |
|                         | Coligação Democrática Unitária                  | 2 840  | 15,54 / 100,00  | 11,58 |
|                         | Bloco de Esquerda                               | 2 380  | 13,02 / 100,00  | 6,72  |
|                         | Partido Social Democrata                        | 2 003  | 10,96 / 100,00  | -     |
|                         | Pessoas–Animais–Natureza                        | 1 231  | 6,74 / 100,00   | 4,45  |
|                         | CDS – Partido Popular                           | 711    | 3,89 / 100,00   | -     |
|                         | LIVRE                                           | 385    | 2,11 / 100,00   | 0,38  |
|                         | Aliança                                         | 356    | 1,95 / 100,00   | Novo  |
|                         | Basta!                                          | 328    | 1,79 / 100,00   | 1,02  |
|                         | Partido Comunista dos Trabalhadores Portugueses | 251    | 1,37 / 100,00   | 1,26  |
|                         | Nós, Cidadãos!                                  | 201    | 1,10 / 100,00   | Novo  |
|                         | Outros (com menos de 1,00%)                     | 478    | 2,62 / 100,00   |       |
| Votos Inválidos         | Votos Inválidos                                 | 1 160  | 6,35 / 100,00   | 0,68  |
| Total                   | Total                                           | 18 276 | 100,00 / 100,00 |       |
| Eleitorado/Participação | Eleitorado/Participação                         | 54 249 | 33,69 / 100,00  | 0,67  |

| Freguesia           | %     | %     | %     | %     | %    | %    | %    | %    | %    | %    | %    | Votantes |
| Freguesia           | PS    | CDU   | BE    | PSD   | PAN  | CDS  | L    | A    | B!   | PCTP | NC!  | Votantes |
| ------------------- | ----- | ----- | ----- | ----- | ---- | ---- | ---- | ---- | ---- | ---- | ---- | -------- |
| Palmela             | 31,90 | 12,63 | 13,50 | 13,45 | 6,69 | 4,86 | 2,42 | 1,98 | 1,55 | 0,91 | 1,18 | 5 414    |
| Pinhal Novo         | 32,86 | 18,05 | 14,32 | 7,99  | 7,00 | 2,72 | 1,90 | 1,61 | 1,83 | 1,54 | 0,96 | 7 387    |
| Poceirão e Marateca | 39,59 | 16,00 | 6,68  | 12,79 | 4,24 | 4,24 | 0,84 | 1,67 | 2,19 | 2,57 | 0,71 | 1 556    |
| Quinta do Anjo      | 30,16 | 14,65 | 12,43 | 12,40 | 7,30 | 4,62 | 2,58 | 2,65 | 1,91 | 1,22 | 1,40 | 3 919    |
| Palmela             | 32,57 | 15,54 | 13,02 | 10,96 | 6,74 | 3,89 | 2,11 | 1,95 | 1,79 | 1,37 | 1,10 | 18 276   |

### Santiago do Cacém
| Partido                 | Partido                                         | Votos  | %               | +/-   |
| ----------------------- | ----------------------------------------------- | ------ | --------------- | ----- |
|                         | Partido Socialista                              | 2 746  | 33,15 / 100,00  | 5,44  |
|                         | Coligação Democrática Unitária                  | 1 709  | 20,63 / 100,00  | 12,38 |
|                         | Partido Social Democrata                        | 985    | 11,89 / 100,00  | -     |
|                         | Bloco de Esquerda                               | 964    | 11,64 / 100,00  | 7,06  |
|                         | Pessoas–Animais–Natureza                        | 356    | 4,30 / 100,00   | 3,17  |
|                         | CDS – Partido Popular                           | 309    | 3,73 / 100,00   | -     |
|                         | Partido Comunista dos Trabalhadores Portugueses | 147    | 1,77 / 100,00   | 0,63  |
|                         | LIVRE                                           | 123    | 1,48 / 100,00   | 0,03  |
|                         | Aliança                                         | 106    | 1,28 / 100,00   | Novo  |
|                         | Outros (com menos de 1,00%)                     | 330    | 3,98 / 100,00   |       |
| Votos Inválidos         | Votos Inválidos                                 | 509    | 6,14 / 100,00   | 0,44  |
| Total                   | Total                                           | 8 284  | 100,00 / 100,00 |       |
| Eleitorado/Participação | Eleitorado/Participação                         | 24 254 | 34,16 / 100,00  | 2,10  |

| Freguesia                                        | %     | %     | %     | %     | %    | %    | %    | %    | %    | Votantes |
| Freguesia                                        | PS    | CDU   | PSD   | BE    | PAN  | CDS  | PCTP | L    | A    | Votantes |
| ------------------------------------------------ | ----- | ----- | ----- | ----- | ---- | ---- | ---- | ---- | ---- | -------- |
| Abela                                            | 30,77 | 34,76 | 13,11 | 4,84  | 1,99 | 3,42 | 2,85 | 0    | 0,28 | 351      |
| Alvalade                                         | 30,67 | 40,55 | 7,14  | 6,30  | 2,31 | 3,15 | 2,31 | 0,84 | 0,42 | 476      |
| Cercal do Alentejo                               | 38,28 | 26,27 | 7,54  | 8,13  | 2,24 | 2,12 | 4,36 | 1,06 | 0,24 | 849      |
| Ermidas-Sado                                     | 34,56 | 24,91 | 12,98 | 13,51 | 1,58 | 2,46 | 1,75 | 0,53 | 0,35 | 570      |
| Santiago do Cacém, Sta. e S. Bartolomeu da Serra | 34,83 | 18,01 | 12,74 | 9,98  | 5,11 | 4,53 | 1,36 | 1,48 | 1,44 | 2 426    |
| Santo André                                      | 30,91 | 12,37 | 13,04 | 16,50 | 5,95 | 4,07 | 0,91 | 2,25 | 2,05 | 2 976    |
| São Domingos e Vale de Água                      | 33,78 | 40,16 | 6,91  | 3,46  | 1,06 | 1,86 | 2,66 | 0,53 | 0,53 | 376      |
| São Francisco da Serra                           | 30,00 | 28,08 | 16,92 | 9,62  | 1,92 | 4,62 | 3,46 | 0,77 | 0,38 | 260      |
| Santiago do Cacém                                | 33,15 | 20,63 | 11,89 | 11,64 | 4,30 | 3,73 | 1,77 | 1,48 | 1,28 | 8 284    |

### Seixal
| Partido                 | Partido                                         | Votos   | %               | +/-   |
| ----------------------- | ----------------------------------------------- | ------- | --------------- | ----- |
|                         | Partido Socialista                              | 17 568  | 35,03 / 100,00  | 6,68  |
|                         | Coligação Democrática Unitária                  | 8 076   | 16,10 / 100,00  | 11,93 |
|                         | Bloco de Esquerda                               | 5 806   | 11,58 / 100,00  | 5,57  |
|                         | Partido Social Democrata                        | 5 147   | 10,26 / 100,00  | -     |
|                         | Pessoas–Animais–Natureza                        | 3 662   | 7,30 / 100,00   | 5,13  |
|                         | CDS – Partido Popular                           | 1 773   | 3,53 / 100,00   | -     |
|                         | Basta!                                          | 1 135   | 2,26 / 100,00   | 1,31  |
|                         | LIVRE                                           | 929     | 1,85 / 100,00   | 0,54  |
|                         | Aliança                                         | 783     | 1,56 / 100,00   | Novo  |
|                         | Partido Comunista dos Trabalhadores Portugueses | 511     | 1,02 / 100,00   | 0,97  |
|                         | Nós, Cidadãos!                                  | 503     | 1,00 / 100,00   | Novo  |
|                         | Outros (com menos de 1,00%)                     | 1 288   | 2,57 / 100,00   |       |
| Votos Inválidos         | Votos Inválidos                                 | 2 977   | 5,93 / 100,00   | 1,18  |
| Total                   | Total                                           | 50 158  | 100,00 / 100,00 |       |
| Eleitorado/Participação | Eleitorado/Participação                         | 138 679 | 36,17 / 100,00  | 0,59  |

| Freguesia                                | %     | %     | %     | %     | %    | %    | %    | %    | %    | %    | %    | Votantes |
| Freguesia                                | PS    | CDU   | BE    | PSD   | PAN  | CDS  | B!   | L    | A    | PCTP | NC!  | Votantes |
| ---------------------------------------- | ----- | ----- | ----- | ----- | ---- | ---- | ---- | ---- | ---- | ---- | ---- | -------- |
| Amora                                    | 37,97 | 15,77 | 10,65 | 10,44 | 6,90 | 3,27 | 2,01 | 1,83 | 1,44 | 1,15 | 0,99 | 14 207   |
| Corroios                                 | 34,46 | 13,35 | 12,39 | 11,56 | 7,80 | 3,96 | 2,26 | 1,94 | 1,81 | 0,80 | 1,04 | 15 954   |
| Fernão Ferro                             | 34,95 | 11,14 | 11,49 | 12,88 | 7,08 | 4,12 | 2,74 | 1,56 | 2,03 | 0,67 | 1,25 | 6 015    |
| Seixal, Arrentela e Aldeia de Paio Pires | 32,71 | 21,71 | 11,62 | 7,47  | 7,24 | 3,06 | 2,32 | 1,90 | 1,20 | 1,29 | 0,87 | 13 982   |
| Seixal                                   | 35,03 | 16,10 | 11,58 | 10,26 | 7,30 | 3,53 | 2,26 | 1,85 | 1,56 | 1,02 | 1,00 | 50 158   |

### Sesimbra
| Partido                 | Partido                                         | Votos  | %               | +/-  |
| ----------------------- | ----------------------------------------------- | ------ | --------------- | ---- |
|                         | Partido Socialista                              | 4 507  | 33,05 / 100,00  | 4,72 |
|                         | Coligação Democrática Unitária                  | 1 939  | 14,22 / 100,00  | 9,99 |
|                         | Bloco de Esquerda                               | 1 734  | 12,72 / 100,00  | 6,38 |
|                         | Partido Social Democrata                        | 1 540  | 11,29 / 100,00  | -    |
|                         | Pessoas–Animais–Natureza                        | 1 037  | 7,60 / 100,00   | 4,65 |
|                         | CDS – Partido Popular                           | 570    | 4,18 / 100,00   | -    |
|                         | Basta!                                          | 360    | 2,64 / 100,00   | 1,74 |
|                         | Aliança                                         | 234    | 1,72 / 100,00   | Novo |
|                         | LIVRE                                           | 225    | 1,65 / 100,00   | 0,94 |
|                         | Partido Comunista dos Trabalhadores Portugueses | 155    | 1,14 / 100,00   | 0,99 |
|                         | Nós, Cidadãos!                                  | 142    | 1,04 / 100,00   | Novo |
|                         | Outros (com menos de 1,00%)                     | 334    | 2,46 / 100,00   |      |
| Votos Inválidos         | Votos Inválidos                                 | 860    | 6,31 / 100,00   | 0,75 |
| Total                   | Total                                           | 13 637 | 100,00 / 100,00 |      |
| Eleitorado/Participação | Eleitorado/Participação                         | 43 896 | 31,07 / 100,00  | 0,26 |

| Freguesia           | %     | %     | %     | %     | %    | %    | %    | %    | %    | %    | %    | Votantes |
| Freguesia           | PS    | CDU   | BE    | PSD   | PAN  | CDS  | B!   | A    | L    | PCTP | NC!  | Votantes |
| ------------------- | ----- | ----- | ----- | ----- | ---- | ---- | ---- | ---- | ---- | ---- | ---- | -------- |
| Quinta do Conde     | 32,66 | 13,84 | 12,58 | 10,06 | 8,72 | 3,60 | 3,86 | 1,97 | 1,78 | 1,15 | 1,09 | 6 583    |
| Sesimbra (Castelo)  | 33,13 | 13,62 | 13,45 | 12,63 | 6,86 | 4,58 | 1,50 | 1,41 | 1,67 | 0,98 | 1,06 | 5 741    |
| Sesimbra (Santiago) | 34,65 | 18,74 | 10,21 | 11,65 | 5,26 | 5,33 | 1,52 | 1,75 | 0,91 | 1,75 | 0,69 | 1 313    |
| Sesimbra            | 33,05 | 14,22 | 12,72 | 11,29 | 7,60 | 4,18 | 2,64 | 1,72 | 1,65 | 1,14 | 1,04 | 13 637   |

### Setúbal
| Partido                 | Partido                        | Votos   | %               | +/-   |
| ----------------------- | ------------------------------ | ------- | --------------- | ----- |
|                         | Partido Socialista             | 11 944  | 34,43 / 100,00  | 4,67  |
|                         | Coligação Democrática Unitária | 4 940   | 14,24 / 100,00  | 10,10 |
|                         | Bloco de Esquerda              | 4 290   | 12,37 / 100,00  | 6,10  |
|                         | Partido Social Democrata       | 4 047   | 11,67 / 100,00  | -     |
|                         | Pessoas–Animais–Natureza       | 2 359   | 6,80 / 100,00   | 4,20  |
|                         | CDS – Partido Popular          | 1 681   | 4,85 / 100,00   | -     |
|                         | LIVRE                          | 731     | 2,11 / 100,00   | 0,45  |
|                         | Aliança                        | 635     | 1,83 / 100,00   | Novo  |
|                         | Basta!                         | 625     | 1,80 / 100,00   | 1,00  |
|                         | Nós, Cidadãos!                 | 396     | 1,14 / 100,00   | Novo  |
|                         | Outros (com menos de 1,00%)    | 1 168   | 3,37 / 100,00   |       |
| Votos Inválidos         | Votos Inválidos                | 1 872   | 5,40 / 100,00   | 1,15  |
| Total                   | Total                          | 34 688  | 100,00 / 100,00 |       |
| Eleitorado/Participação | Eleitorado/Participação        | 104 645 | 33,15 / 100,00  | 0,33  |

| Freguesia                          | %     | %     | %     | %     | %    | %    | %    | %    | %    | %    | Votantes |
| Freguesia                          | PS    | CDU   | BE    | PSD   | PAN  | CDS  | L    | A    | B!   | NC!  | Votantes |
| ---------------------------------- | ----- | ----- | ----- | ----- | ---- | ---- | ---- | ---- | ---- | ---- | -------- |
| Azeitão (São Lourenço e São Simão) | 31,51 | 10,88 | 12,72 | 13,07 | 7,96 | 6,53 | 2,33 | 2,47 | 2,11 | 1,27 | 6 360    |
| Gâmbia-Pontes-Alto da Guerra       | 33,65 | 18,95 | 11,60 | 9,45  | 6,51 | 4,99 | 2,10 | 1,05 | 1,36 | 0,58 | 1 905    |
| Sado                               | 39,60 | 29,88 | 8,67  | 5,20  | 3,82 | 1,73 | 1,04 | 0,40 | 1,21 | 0,58 | 1 730    |
| São Sebastião                      | 36,60 | 15,70 | 12,87 | 8,83  | 6,89 | 3,40 | 1,89 | 1,50 | 2,20 | 1,02 | 12 568   |
| Setúbal                            | 33,11 | 11,52 | 12,31 | 15,14 | 6,57 | 5,89 | 2,38 | 2,16 | 1,39 | 1,37 | 12 125   |
| Setúbal                            | 34,43 | 14,24 | 12,37 | 11,67 | 6,80 | 4,85 | 2,11 | 1,83 | 1,80 | 1,14 | 34 668   |

### Sines
| Partido                 | Partido                                         | Votos  | %               | +/-   |
| ----------------------- | ----------------------------------------------- | ------ | --------------- | ----- |
|                         | Partido Socialista                              | 1 178  | 34,10 / 100,00  | 0,66  |
|                         | Coligação Democrática Unitária                  | 580    | 16,79 / 100,00  | 10,37 |
|                         | Bloco de Esquerda                               | 447    | 12,94 / 100,00  | 6,68  |
|                         | Partido Social Democrata                        | 335    | 9,70 / 100,00   | -     |
|                         | Pessoas–Animais–Natureza                        | 180    | 5,21 / 100,00   | 3,57  |
|                         | CDS – Partido Popular                           | 121    | 3,50 / 100,00   | -     |
|                         | Basta!                                          | 64     | 1,85 / 100,00   | 1,15  |
|                         | Partido Comunista dos Trabalhadores Portugueses | 64     | 1,85 / 100,00   | 0,41  |
|                         | LIVRE                                           | 62     | 1,79 / 100,00   | 0,34  |
|                         | Aliança                                         | 45     | 1,30 / 100,00   | Novo  |
|                         | Outros (com menos de 1,00%)                     | 117    | 3,39 / 100,00   |       |
| Votos Inválidos         | Votos Inválidos                                 | 262    | 7,58 / 100,00   | 1,40  |
| Total                   | Total                                           | 3 455  | 100,00 / 100,00 |       |
| Eleitorado/Participação | Eleitorado/Participação                         | 12 109 | 28,53 / 100,00  | 4,03  |

| Freguesia  | %     | %     | %     | %     | %    | %    | %    | %    | %    | %    | Votantes |
| Freguesia  | PS    | CDU   | BE    | PSD   | PAN  | CDS  | B!   | PCTP | L    | A    | Votantes |
| ---------- | ----- | ----- | ----- | ----- | ---- | ---- | ---- | ---- | ---- | ---- | -------- |
| Porto Covo | 43,77 | 12,12 | 8,75  | 10,44 | 2,69 | 4,38 | 2,02 | 1,68 | 1,68 | 1,35 | 297      |
| Sines      | 33,19 | 17,23 | 13,33 | 9,63  | 5,45 | 3,42 | 1,84 | 1,87 | 1,80 | 1,30 | 3 158    |
| Sines      | 34,10 | 16,79 | 12,94 | 9,70  | 5,21 | 3,50 | 1,85 | 1,85 | 1,79 | 1,30 | 3 455    |